# Phil Leotardo
Phil Leotardo, interpretato dall'attore Frank Vincent, è uno dei personaggi della serie televisiva I Soprano, nonché antagonista finale della serie.
Appartenente alla famiglia mafiosa di New York dei Lupertazzi, Phil viene introdotto nella serie a partire dalla stagione 5.

## Biografia del personaggio
Leotardo è stato un capitano della Famiglia Lupertazzi prima di essere imprigionato a metà degli anni ottanta e rilasciato dopo vent'anni nel 2004: con l'accusa di 27 omicidi alle spalle, in breve tempo ritorna ad essere uno degli uomini più spietati della Famiglia newyorkese.
Con Tony Soprano, che fatica a riconoscere come boss, Phil entra subito in conflitto per questioni finanziarie, ma deve sottostare al suo capo, Johnny Sack, scendere a compromessi e limitarsi ad obbedire, andando contro la propria natura feroce e vendicativa.
Quando il vecchio boss Carmine Lupertazzi muore (ep. 54) e inizia lo scontro fra le due bande di Johnny Sack e "Little" Carmine Lupertazzi, Phil diviene l'esecutore per conto di Johnny Sack, sbarazzandosi di alcuni pezzi grossi e intimidendo così l'insicuro Little Carmine.
Ma quando fa fuori Angelo Garepe, amico fraterno di Tony Blundetto col quale aveva trascorso vent'anni di galera, anche la banda Soprano entra in un cruento gioco di faide: Tony B. uccide Billy Leotardo, amato fratello di Phil, che giura vendetta nonostante gli ammonimenti di Johnny Sack e le bugie di Tony per proteggere il cugino.
Nella sesta stagione, Phil, cugino di Marie Spatafore, moglie di Vito, non riesce a sopportare il "disonore" dell'omosessualità di Vito, quando questa diviene di pubblico dominio (ep. 71). 
Più volte tenta di convincere Tony ad eliminare Vito, ma il boss del New Jersey non ne vuole sapere: quando Vito torna dalla sua momentanea fuga, Phil lo rintraccia e lo massacra barbaramente.
Di fatto crea così un motivo di scontro totale fra le due Famiglie, ma anche stavolta Tony soprassiede.
Dopo l'incriminazione di Johnny Sack e le sue confessioni, Phil diviene il boss di New York disseminando cadaveri. Giunto al potere, decide di vendicarsi finalmente con la Famiglia DiMeo per l'uccisione del fratello Bill: scoppia così la guerra di bande che porterà alla conclusione della serie.
Ordina l'eliminazione dei vertici dei Soprano (ep. 85): Bobby Baccalieri viene assassinato e Silvio Dante finisce in coma. Il resto del gruppo si dà alla macchia così come lo stesso Phil.
Grazie all'intercessione dell'agente Harris, Tony riesce a localizzare Phil (ep. 86): in una stazione di servizio, davanti a sua moglie e ai suoi nipotini, Phil Leotardo viene ucciso a sangue freddo, con un colpo in testa ed uno al torace, da Walden Belfiore, soldato dei Soprano.

## Caratterizzazione

### Omicidi commessi da Phil Leotardo
Di Phil Leotardo si sono visti sullo schermo due omicidi, il secondo dei quali commesso con l'aiuto di suoi uomini.
Come boss provvisorio, e successivamente effettivo, della Famiglia gli vanno tuttavia attribuiti tutti gli altri omicidi ordinati ed eseguiti dai suoi uomini, durante l'arco della sesta stagione.
Anche l'ordine dell'uccisione di Tony Blundetto va attribuita a Phil (assetato di vendetta per la morte del fratello) anche se poi materialmente venne fatto fuori direttamente da Tony Soprano.
- Angelo Garepe, ucciso per vendetta dopo l'omicidio di Joe Peeps (2004);
- Vito Spatafore, massacrato assieme a Gerry Torciano e Dominic "Fat Dom" Gamiello per la sua omosessualità (2006)